# 維勒訥沃 (亞伯達省)
維勒訥沃（法語：Villeneuve）是一個位於加拿大亞伯達省鱒縣的一個農莊。約於艾德蒙頓市界西北側10公里，於44號公路和633號公路口。

## 資料來源
1. 1 2  . Statistics Canada. February 9, 2022  [February 10, 2022].